# Electro-Soma
Electro-Soma es un disco publicado por B12 en 1993. Formó parte originalmente de la serie Artificial Intelligence del sello discográfico Warp. El álbum incluye algunos temas que habían aparecido anteriormente bajo diferentes alias, entre los que se encuentran Musicology, Redcell y Cmetric. Un error de impresión del libreto del CD dejó fuera "Drift", que originalmente pretendía ser un tema exclusivo para la edición en vinilo, mientras que "Debris" iba a ser un tema exclusivo para la versión en CD. Al final, ambos temas aparecieron en la versión en CD.

## Lista de canciones
1. "Soundtrack of Space" – 4:04
2. "Hall of Mirrors" – 6:38
3. "Mondrin" –6:42
4. "Obsessed" – 5:48
5. "Bio Dimension" – 5:53
6. "Basic Emotion" – 4:51
7. "Metropolis" – 4:56
8. "Obtuse" – 7:22
9. "Telefone 529" – 4:09
10. "Drift" – 4:04
11. "Debris" – 8:39
12. "Satori" – 5:49
13. "Static Emotion" – 2:27